# Планидовка
Планидовка (каз. Планидовка) — село в Глубоковском районе Восточно-Казахстанской области Казахстана. Входит в состав Белоусовской поселковой администрации. Код КАТО — 634037400.

## Население
В 1999 году население села составляло 108 человек (48 мужчин и 60 женщин). По данным переписи 2009 года, в селе проживало 117 человек (53 мужчины и 64 женщины).